# Tibou (Sollé)
Pour les articles homonymes, voir Tibou.
Tibou (ou Tibo, Tibbo) est une localité située dans le département de Sollé de la province du Loroum dans la région Nord au Burkina Faso, à proximité de la frontière avec le Mali.

## Santé et éducation
En 2016-2017, la localité possède cinq écoles primaires publiques.